# تلات (الفيوم)
قرية تلات هي إحدى القرى التابعة لمركز الفيوم في محافظة الفيوم في جمهورية مصر العربية. حسب إحصاءات سنة 2006، بلغ إجمالي السكان في تلات 10057 نسمة، منهم 5165 رجل و4892 امرأة.